# Olympische Sommerspiele 2008/Radsport – BMX-Rennen (Männer)
Zum ersten Mal in der Geschichte wurde ein BMX-Rennen der Männer bei den Olympischen Spielen 2008 in Peking ausgetragen. Es fand am 20. bis 22. August 2008 statt.

## Zeitplan
| Datum                     | Uhrzeit | Runde                 |
| ------------------------- | ------- | --------------------- |
| Mittwoch, 20. August 2008 | 09:00   | Platzierungsrunde     |
| Mittwoch, 20. August 2008 | 11:40   | Viertelfinale         |
| Freitag, 22. August 2008  | 09:00   | Halbfinale und Finale |

Alle Zeitangaben sind als Ortszeit angegeben.

## Ergebnisse

### Platzierungsrunde
| Rang | Athlet                 | Nation             | Zeit     | Anm. |
| ---- | ---------------------- | ------------------ | -------- | ---- |
| 1    | Mike Day               | Vereinigte Staaten | 35,692 s |      |
| 2    | Māris Štrombergs       | Lettland           | 35,910 s |      |
| 3    | Damien Godet           | Frankreich         | 36,008 s |      |
| 4    | Artūrs Matisons        | Lettland           | 36,072 s |      |
| 5    | Raymon van der Biezen  | Niederlande        | 36,112 s |      |
| 6    | Sergio Salazar         | Kolumbien          | 36,145 s |      |
| 7    | Augusto Castro         | Kolumbien          | 36,301 s |      |
| 8    | Jonathan Suárez        | Venezuela          | 36,325 s |      |
| 9    | Andrés Jiménez Caicedo | Kolumbien          | 36,339 s |      |
| 10   | Manuel de Vecchi       | Italien            | 36,351 s |      |
| 11   | Jared Graves           | Australien         | 36,372 s |      |
| 12   | Kyle Bennett           | Vereinigte Staaten | 36,421 s |      |
| 13   | Sifiso Nhlapo          | Südafrika          | 36,428 s |      |
| 14   | Roger Rinderknecht     | Schweiz            | 36,466 s |      |
| 15   | Jamie Hildebrandt      | Australien         | 36,492 s |      |
| 16   | Ivo Lakučs             | Lettland           | 36,509 s |      |
| 17   | Marc Willers           | Neuseeland         | 36,519 s |      |
| 18   | Rob van den Wildenberg | Niederlande        | 36,522 s |      |
| 19   | Thomas Allier          | Frankreich         | 36,649 s |      |
| 20   | Michal Prokop          | Tschechien         | 36,689 s |      |
| 21   | Ramiro Marino          | Argentinien        | 36,768 s |      |
| 22   | Luke Madill            | Australien         | 36,795 s |      |
| 23   | Robert de Wilde        | Niederlande        | 36,803 s |      |
| 24   | Donny Robinson         | Vereinigte Staaten | 36,810 s |      |
| 24   | Emilio Falla           | Ecuador            | 36,993 s |      |
| 26   | Scott Erwood           | Kanada             | 37,050 s |      |
| 27   | Cristian Becerine      | Argentinien        | 37,253 s |      |
| 28   | Liam Phillips          | Großbritannien     | 37,392 s |      |
| 29   | Henrik Baltzersen      | Dänemark           | 37,635 s |      |
| 30   | Sebastian Kartfjord    | Norwegen           | 38,688 s |      |
| 31   | Vilmos Radasics        | Ungarn             | 38,830 s |      |
| 32   | Akifumi Sakamoto       | Japan              | 40,548 s |      |

### Viertelfinale

#### Viertelfinale 1
| Rang | Athlet                 | Nation             | 1. Lauf (Pkt.) | 2. Lauf (Pkt.) | 3. Lauf (Pkt.)   | Gesamt (Pkt.) | Anm. |
| ---- | ---------------------- | ------------------ | -------------- | -------------- | ---------------- | ------------- | ---- |
| 1    | Mike Day               | Vereinigte Staaten | 36,170 s (1)   | 36,080 s (1)   | 36,122 s (1)     | 3             | Q    |
| 2    | Marc Willers           | Neuseeland         | 47,614 s (4)   | 36,253 s (3)   | 36,278 s (2)     | 9             | Q    |
| 3    | Donny Robinson         | Vereinigte Staaten | 48,906 s (6)   | 36,235 s (2)   | 36,490 s (3)     | 11            | Q    |
| 4    | Andrés Jiménez Caicedo | Kolumbien          | 36,619 s (2)   | 36,939 s (5)   | 36,660 s (4)     | 11            | Q    |
| 5    | Jonathan Suárez        | Venezuela          | 53,614 s (8)   | 36,481 s (4)   | 36,789 s (5)     | 17            |      |
| 6    | Emilio Falla           | Ecuador            | 37,080 s (3)   | 37,381 s (6)   | 1:02,877 min (8) | 17            |      |
| 7    | Akifumi Sakamoto       | Japan              | 48,487 s (5)   | 42,614 s (8)   | 40,046 s (6)     | 19            |      |
| 8    | Ivo Lakučs             | Lettland           | 53,300 s (7)   | 39,213 s (7)   | 57,461 s (7)     | 21            |      |

#### Viertelfinale 2
| Rang | Athlet                | Nation             | 1. Lauf (Pkt.) | 2. Lauf (Pkt.) | 3. Lauf (Pkt.)   | Gesamt (Pkt.) | Anm. |
| ---- | --------------------- | ------------------ | -------------- | -------------- | ---------------- | ------------- | ---- |
| 1    | Sifiso Nhlapo         | Südafrika          | 36,796 s (3)   | 36,325 s (2)   | 36,507 s (1)     | 6             | Q    |
| 2    | Artūrs Matisons       | Lettland           | 35,903 s (1)   | 36,819 s (3)   | 37,037 s (2)     | 6             | Q    |
| 3    | Raymon van der Biezen | Niederlande        | 37,205 s (4)   | 35,878 s (1)   | 1:04,709 min (5) | 10            | Q    |
| 4    | Kyle Bennett          | Vereinigte Staaten | 36,639 s (2)   | 37,146 s (4)   | DNF (8)          | 14            | Q    |
| 5    | Henrik Baltzersen     | Dänemark           | 38,561 s (8)   | 39,083 s (5)   | 38,846 s (3)     | 16            |      |
| 6    | Michal Prokop         | Tschechien         | 38,535 s (7)   | 41,915 s (7)   | 56,171 s (4)     | 18            |      |
| 7    | Liam Phillips         | Großbritannien     | 37,773 s (5)   | 41,219 s (6)   | 1:27,010 min (7) | 18            |      |
| 8    | Ramiro Marino         | Argentinien        | 38,202 s (6)   | DNF (8)        | 1:16,617 s (6)   | 20            |      |

#### Viertelfinale 3
| Rang | Athlet                 | Nation      | 1. Lauf (Pkt.) | 2. Lauf (Pkt.) | 3. Lauf (Pkt.)   | Gesamt (Pkt.) | Anm. |
| ---- | ---------------------- | ----------- | -------------- | -------------- | ---------------- | ------------- | ---- |
| 1    | Māris Štrombergs       | Lettland    | 36,762 s (1)   | 35,934 s (1)   | 40,628 s (5)     | 7             | Q    |
| 2    | Rob van den Wildenberg | Niederlande | 37,403 s (2)   | 37,024 s (5)   | 37,176 s (1)     | 8             | Q    |
| 3    | Manuel de Vecchi       | Italien     | 37,416 s (3)   | 37,284 s (6)   | 37,840 s (2)     | 11            | Q    |
| 4    | Jamie Hildebrandt      | Australien  | 42,377 s (7)   | 36,785 s (3)   | 38,463 s (3)     | 13            | Q    |
| 5    | Augusto Castro         | Kolumbien   | 37,609 s (4)   | 36,992 s (4)   | 42,473 s (6)     | 14            |      |
| 6    | Vilmos Radasics        | Ungarn      | 38,725 s (6)   | 39,220 s (8)   | 39,276 s (4)     | 18            |      |
| 7    | Robert de Wilde        | Niederlande | 54,105 s (8)   | 36,237 s (2)   | 1:08,185 min (8) | 18            |      |
| 8    | Scott Erwood           | Kanada      | 37,989 s (5)   | 37,653 s (7)   | 50,052 s (7)     | 19            |      |

#### Viertelfinale 4
| Rang | Athlet              | Nation      | 1. Lauf (Pkt.) | 2. Lauf (Pkt.)   | 3. Lauf (Pkt.) | Gesamt (Pkt.) | Anm. |
| ---- | ------------------- | ----------- | -------------- | ---------------- | -------------- | ------------- | ---- |
| 1    | Jared Graves        | Australien  | 38,067 s (1)   | 36,496 s (2)     | 36,076 s (1)   | 4             | Q    |
| 2    | Cristian Becerine   | Argentinien | 38,399 s (2)   | 42,733 s (7)     | 36,985 s (2)   | 11            | Q    |
| 3    | Roger Rinderknecht  | Schweiz     | 54,234 s (8)   | 36,462 s (1)     | 37,136 s (3)   | 12            | Q    |
| 4    | Damien Godet        | Frankreich  | 41,241 s (3)   | 40,221 s (4)     | 38,023 s (6)   | 13            | Q    |
| 5    | Sergio Salazar      | Kolumbien   | 54,216 s (7)   | 37,479 s (3)     | 37,573 s (5)   | 15            |      |
| 6    | Thomas Allier       | Frankreich  | 41,594 s (4)   | 41,043 s (5)     | 38,037 s (7)   | 16            |      |
| 7    | Luke Madill         | Australien  | 51,198 s (6)   | 1:02,432 min (8) | 37,420 s (4)   | 18            |      |
| 8    | Sebastian Kartfjord | Norwegen    | 42,658 s (4)   | 42,625 s (6)     | 38,821 s (8)   | 19            |      |

### Halbfinale

#### Halbfinale 1
| Rang | Athlet                 | Nation             | 1. Lauf (Pkt.)   | 2. Lauf (Pkt.) | 3. Lauf (Pkt.) | Gesamt (Pkt.) | Anm. |
| ---- | ---------------------- | ------------------ | ---------------- | -------------- | -------------- | ------------- | ---- |
| 1    | Mike Day               | Vereinigte Staaten | 36,470 s (1)     | 36,219 s (1)   | 37,461 s (3)   | 5             | Q    |
| 2    | Sifiso Nhlapo          | Südafrika          | 37,197 s (3)     | 36,597 s (3)   | 36,457 s (2)   | 8             | Q    |
| 3    | Donny Robinson         | Vereinigte Staaten | 36,832 s (2)     | 36,462 s (2)   | 56,249 s (6)   | 10            | Q    |
| 4    | Andrés Jiménez Caicedo | Kolumbien          | 37,363 s (4)     | 36,862 s (4)   | 44,507 s (5)   | 13            | Q    |
| 5    | Raymon van der Biezen  | Niederlande        | 55,121 s (7)     | 37,258 s (6)   | 36,200 s (1)   | 14            |      |
| 6    | Kyle Bennett           | Vereinigte Staaten | 43,518 s (5)     | 37,200 s (5)   | 43,897 s (4)   | 14            |      |
| 7    | Artūrs Matisons        | Lettland           | 53,379 s (6)     | 1:17,170 s (8) | DNF (8)        | 22            |      |
| 8    | Marc Willers           | Neuseeland         | 1:22,619 min (8) | 43,256 s (7)   | DNF (8)        | 23            |      |

#### Halbfinale 2
| Rang | Athlet                 | Nation      | 1. Lauf (Pkt.) | 2. Lauf (Pkt.) | 3. Lauf (Pkt.) | Gesamt (Pkt.) | Anm. |
| ---- | ---------------------- | ----------- | -------------- | -------------- | -------------- | ------------- | ---- |
| 1    | Māris Štrombergs       | Lettland    | 36,485 s (1)   | 35,969 s (1)   | 36,071 s (1)   | 3             | Q    |
| 2    | Rob van den Wildenberg | Niederlande | 37,277 s (3)   | 36,360 s (2)   | 37,496 s (4)   | 9             | Q    |
| 3    | Jared Graves           | Australien  | 36,904 s (2)   | 39,296 s (5)   | 37,242 s (3)   | 10            | Q    |
| 4    | Damien Godet           | Frankreich  | 37,410 s (4)   | 36,707 s (4)   | 37,805 s (6)   | 14            | Q    |
| 5    | Cristian Becerine      | Argentinien | 37,480 s (5)   | DNF (8)        | 37,079 s (2)   | 15            |      |
| 6    | Jamie Hildebrandt      | Australien  | 42,551 s (7)   | 41,256 s (6)   | 37,497 s (5)   | 18            |      |
| 7    | Roger Rinderknecht     | Schweiz     | DNF (8)        | 36,610 s (3)   | 48,734 s (8)   | 19            |      |
| 8    | Manuel de Vecchi       | Italien     | 38,018 s (6)   | 42,148 s (7)   | 38,208 s (7)   | 20            |      |

### Finale
| Rang | Athlet                 | Nation             | Zeit         |
| ---- | ---------------------- | ------------------ | ------------ |
| 1    | Māris Štrombergs       | Lettland           | 36,190 s     |
| 2    | Mike Day               | Vereinigte Staaten | 36,606 s     |
| 3    | Donny Robinson         | Vereinigte Staaten | 36,972 s     |
| 4    | Andrés Jiménez Caicedo | Kolumbien          | 39,137 s     |
| 5    | Rob van den Wildenberg | Niederlande        | 39,772 s     |
| 6    | Jared Graves           | Australien         | 2:19,233 min |
| 7    | Sifiso Nhlapo          | Südafrika          | DNF          |
| 8    | Damien Godet           | Frankreich         | DNF          |

## Weblink
- Ergebnisse